# 桑嶋忠直
桑嶋 忠直（くわしま ただなお）は、江戸時代の御家人。

## 略歴
岡本忠清の次男として生まれる。
父は浪人であったが、自らは神田の館において徳川綱吉に馬医として仕える。
延宝8年（1680年）、綱吉が江戸幕府5代将軍となり江戸城に移ると、忠直もそれに従い江戸城の御馬方を兼ねた馬医になり禄米百俵を賜って御家人に列せられる。天和元年（1681年）3月28日には、綱吉の御馬を預けられ、同年6月1日には馬具を賜っている。天和2年（1682年）12月23日には、禄米が百俵追加され二百俵扶持となっている。
元禄2年（1689年）7月5日に子の忠政に家督を譲り、元禄13年（1700年）8月13日に没する。享年84。墓所は浅草の東國寺。以降、忠直の子孫の菩提寺となる。